# Brouwerij De Leckere
Brouwerij De Leckere is een Utrechtse bierbrouwerij die gevestigd is in het Werkspoorkwartier te Utrecht. Het is de grootste brouwerij van Utrecht.

## Geschiedenis
De brouwerij werd opgericht in 1997 op industrieterrein Lage Weide met tweedehands materialen door een Utrechtse vriendengroep die voorstanders waren van biologische landbouw en voeding. In 1998 had de brouwerij 140 verkooppunten. Op 17 mei 2001 opende de toenmalige minister van economische zaken Annemarie Jorritsma officieel een nieuwe brouwerij met een nieuwe, door De Leckere ontworpen brouwinstallatie op industrieterrein Oudenrijn in De Meern. De verhuizing bracht de brouwerij in de problemen en een faillissement dreigde. Na meerdere overnames is de brouwerij sinds 2007 in handen van Odenwald Organic Food Group. In 2018 verhuisde de brouwerij terug naar Utrecht en vestigde zich in het Werkspoorkwartier, omdat de locatie in De Meern te klein werd. Met de verhuizing werd de capaciteit van de brouwerij verdubbeld. In 2023 werd de Brouwerij failliet verklaard. Eind 2023 werd een doorstart gemaakt.

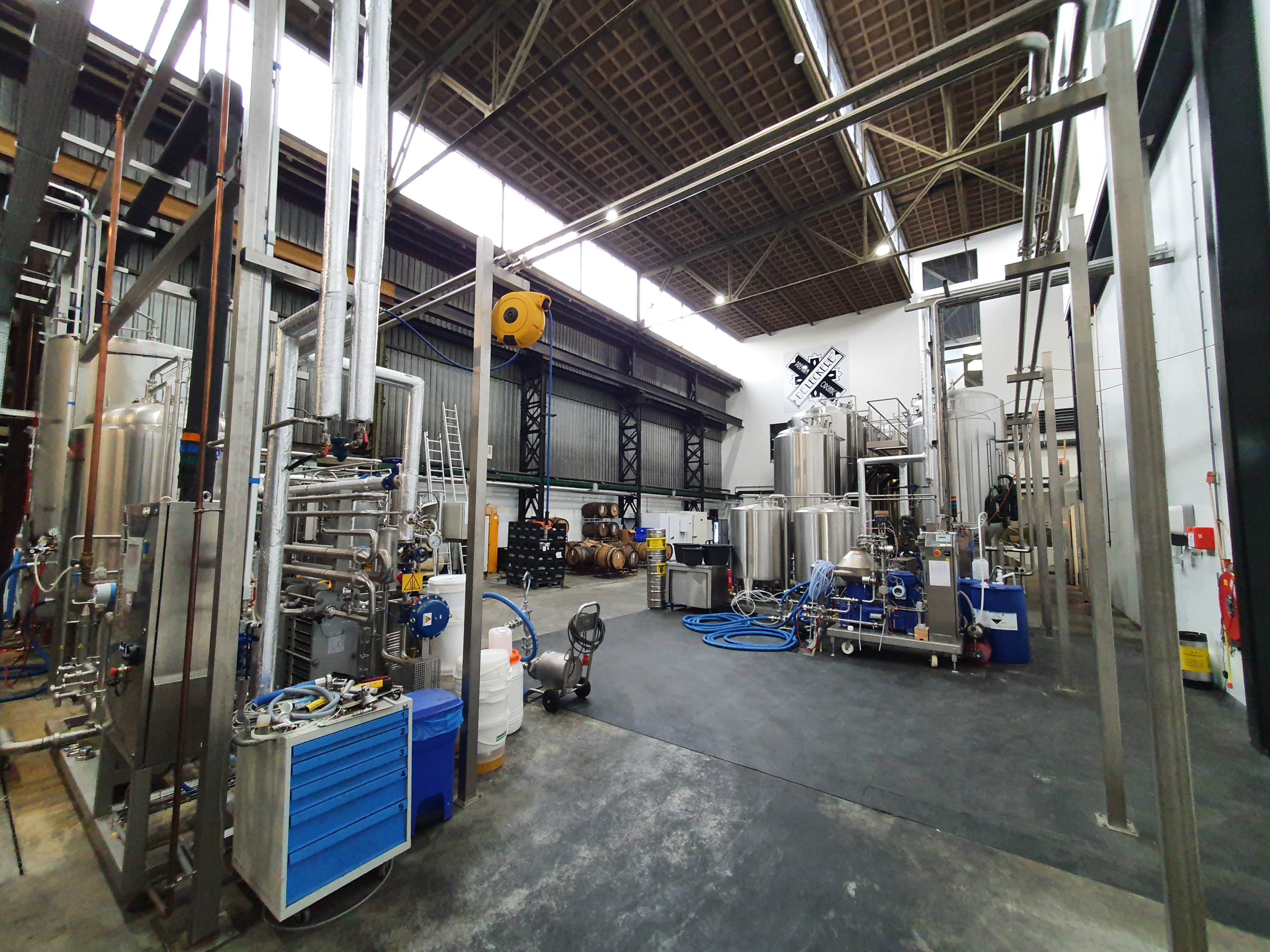
De brouwlocatie op het Werkspoorkwartier

Op initiatief van Het Utrechts Archief brouwt de brouwerij sinds 2007 een bier naar middeleeuws recept van het abdijbier van de Utrechtse Paulusabdij. In 2009 is de brouwerij verkozen tot Utrechtse Held van de Smaak. Anno 2010 wordt het bier onder andere verkocht in biologische winkels, filialen van de slijterijketens Gall&Gall en Mitra en in 280 Albert Heijn-winkels. In januari 2016 sloot de brouwerij zich als tiende lid aan bij de brancheorganisatie Nederlandse Brouwers.

## Vaste assortiment
- Pilsener Premium Organic (Pilsner, 5%)
- Witte Vrouwen (Wit bier, 5%)
- Lichte Gaard (Session, 3,4%)*
- Gulden Craen (Blond, 6%)
- Crom Hout (Dubbel, 6,5%)
- WIPA (White IPA, 5,5%)
- Sonnenborgh (Saison, 6,2%)
- Springhaver (Lentebock, 6,5%)*
- Rode Toren (Herfstbock, 6,5%)*
- Paulus Utrechts (Abdijbier, 7,5%)
- Razende Swaen (Tripel, 8%)
- Donkere Gaard (Stout, 8%)*
- Blauwe Bijl (Barley Wine, 10%)

(*=Seizoensbier)

## Specials 2017
- BBBM (Blauwe Bijl Burgundy Barrel Matured 10%)
- Smokey Island (Tripel Infusion 8%)
- Japanese Pale Ale (Dry Hopped Ale 6%)
- Dark Paulus (Wood Infused 7,7%)
- Diplomatic Stout (8%)

## Specials 2018
- Black Saxon (Schwartz 4,9%)
- White Cascade (Hopfen Weizen 5,5%)
- Terras Trippel (Vat gerijpte Tripel 7,3%)
- Theresian Meadow (Märzen 5,4%)
- Resurrection (Rauch 5%)

## Specials 2019
- TriPils (Special 5,1%)

## Gelegenheidsbieren vanwege het 15-jarig bestaan van de brouwerij

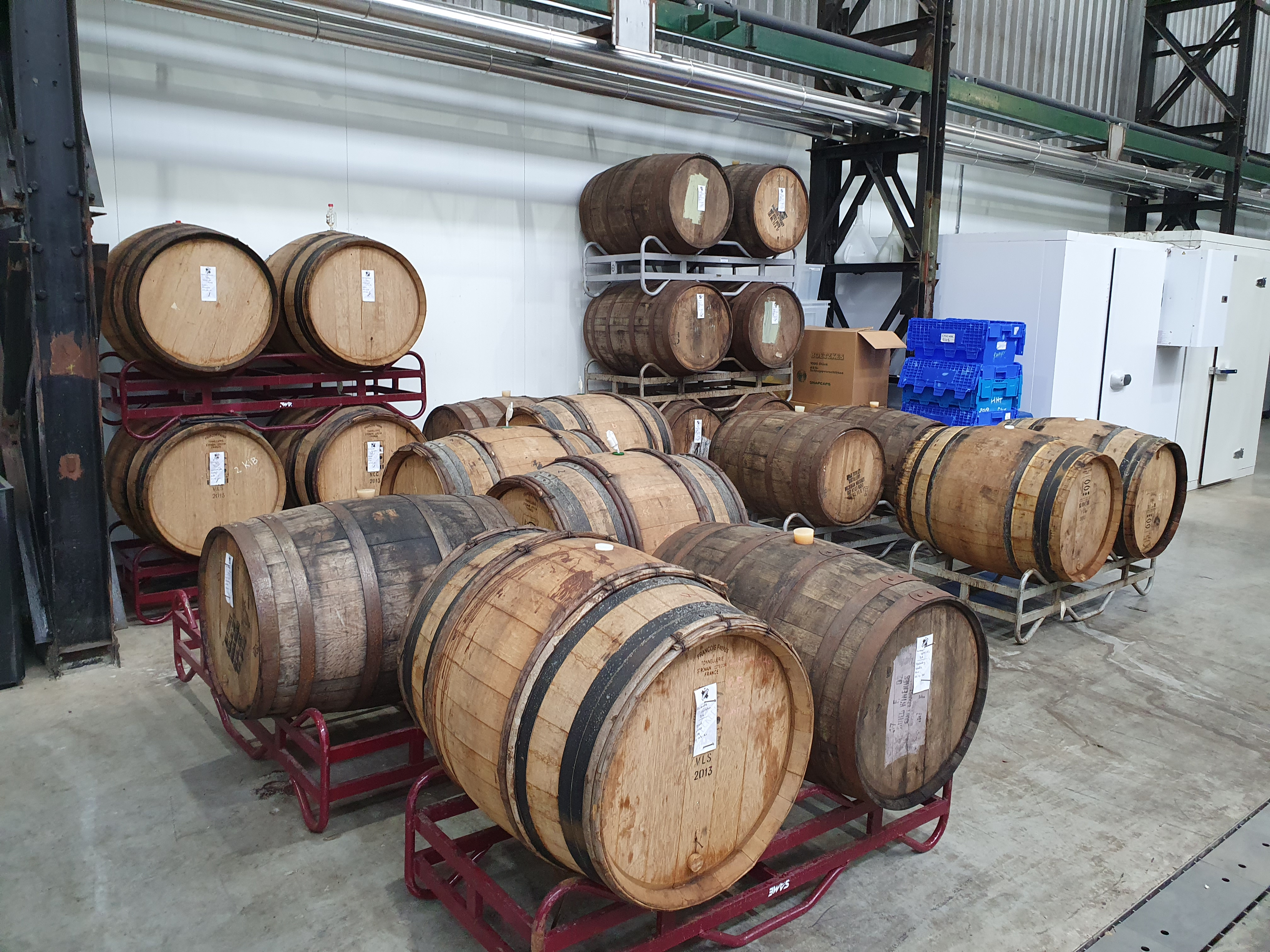
Biervaten (barrels) waarin verschillende specials worden bereid in Brouwerij de Leckere.

- De Leckere IPA
- De Leckere IBA
- De Leckere Dunkelweizen
- De Leckere Lentekuit
- De Leckere Saison Grande
- De Leckere Naughty Stout

## Trivia

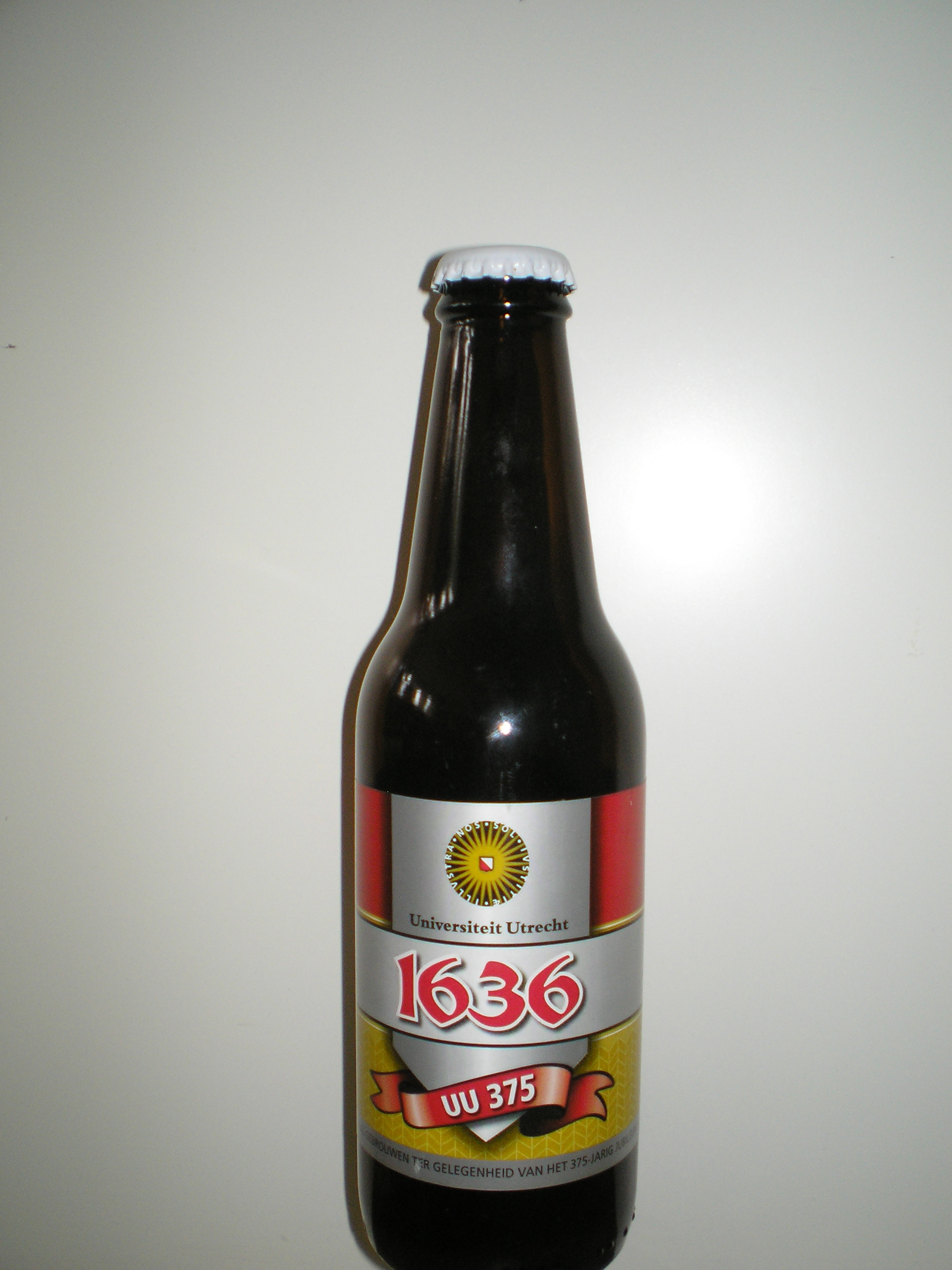
1636 Pilsener

- Ter gelegenheid van het 375-jarig bestaan van de Universiteit Utrecht brouwde Brouwerij De Leckere 1636 Pilsener.
- Voor restaurant Gys in Utrecht werd het bier Gys blond gemaakt.
- Ter gelegenheid van de start van de Tour de France in Utrecht in 2015 werd Tourkoorts gebrouwen.
- Op initiatief van het Regionaal Bureau voor Toerisme (RBT) Heuvelrug & Vallei werd in 2020 Heuvelrug Blond (blond 6%) gebrouwen.